# Eugenio Beltrami

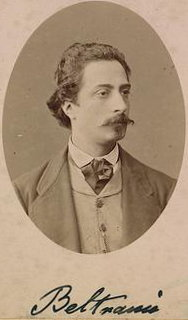
Eugenio Beltrami

Eugenio Beltrami (* 16. November 1835 in Cremona; † 18. Februar 1900 in Rom) war ein italienischer Mathematiker.

## Leben
Beltrami war Schüler von Enrico Betti, Francesco Brioschi und Luigi Cremona und erlangte im Jahr 1856 seinen Titel als Eisenbahningenieur an der Universität Pavia. Nach kurzer Arbeit als Eisenbahnsekretär in Verona und Mailand nahm er die wissenschaftliche Laufbahn durch einen Aufenthalt am astronomischen Observatorium in Brera wieder auf. 1862 publizierte er seine erste Arbeit und wurde 1864 Professor in Pisa. Weitere Stationen seiner Professorentätigkeit waren Bologna, Rom, Pavia, und anschließend wieder Rom. 1898 wurde er zum Präsidenten der renommierten Accademia dei Lincei gewählt.
Beltrami hat sich in der ersten Hälfte seines wissenschaftlichen Lebens ausschließlich mit der Differentialgeometrie beschäftigt und dabei wichtige Beiträge geleistet. In seinen Ricerche di analisi applicata alla Geometria findet sich erstmals eine geschlossene Beschreibung der bei der Biegung einer Fläche unverändert bleibenden „absoluten Funktionen“. Carl Friedrich Gauß gab hier einen ersten Hinweis mit seinem Krümmungsmaß. Diese Arbeit leitete die spätere Entwicklung der Topologie ein. Julius Weingarten bezeichnete die absoluten Funktionen später als „Biegungsinvarianten“.
1868 gab er ein konkretes Modell einer nichteuklidischen Geometrie an. Dieses Modell basiert auf einer sogenannten Pseudosphäre, d. h. einer Sattelfläche konstanter Gaußscher Krümmung. Eine Pseudosphäre entsteht durch die Rotation einer Traktrix um ihre Asymptote.
In der zweiten Hälfte seines Schaffens arbeitete Beltrami auf dem Gebiet der Mathematischen Physik, und zwar in der Optik, Thermodynamik, Elastizitätstheorie, Potentialtheorie und dem Elektromagnetismus. Besondere Aufmerksamkeit widmete er der möglichen Umformulierung von physikalischen Grundgesetzen für Räume mit negativer Krümmung und formulierte unter anderem eine verallgemeinerte Version des Laplace-Operators.
Die Beltrami-Gleichung ist von fundamentaler Bedeutung in der Theorie der quasikonformen Abbildungen. Die komplexe Dilatation wird dort auch als Beltrami-Koeffizient bezeichnet.
1875 wurde er zum Mitglied der Göttinger Akademie der Wissenschaften gewählt. Ab 1881 war er korrespondierendes Mitglied der Preußischen und ab 1899 der Bayerischen Akademie der Wissenschaften. 1890 wurde er als korrespondierendes Mitglied in die Académie des sciences und 1896 als assoziiertes Mitglied in die Königliche Akademie der Wissenschaften und Schönen Künste von Belgien aufgenommen. 1892 wurde er Ehrenmitglied der London Mathematical Society.

## Werke

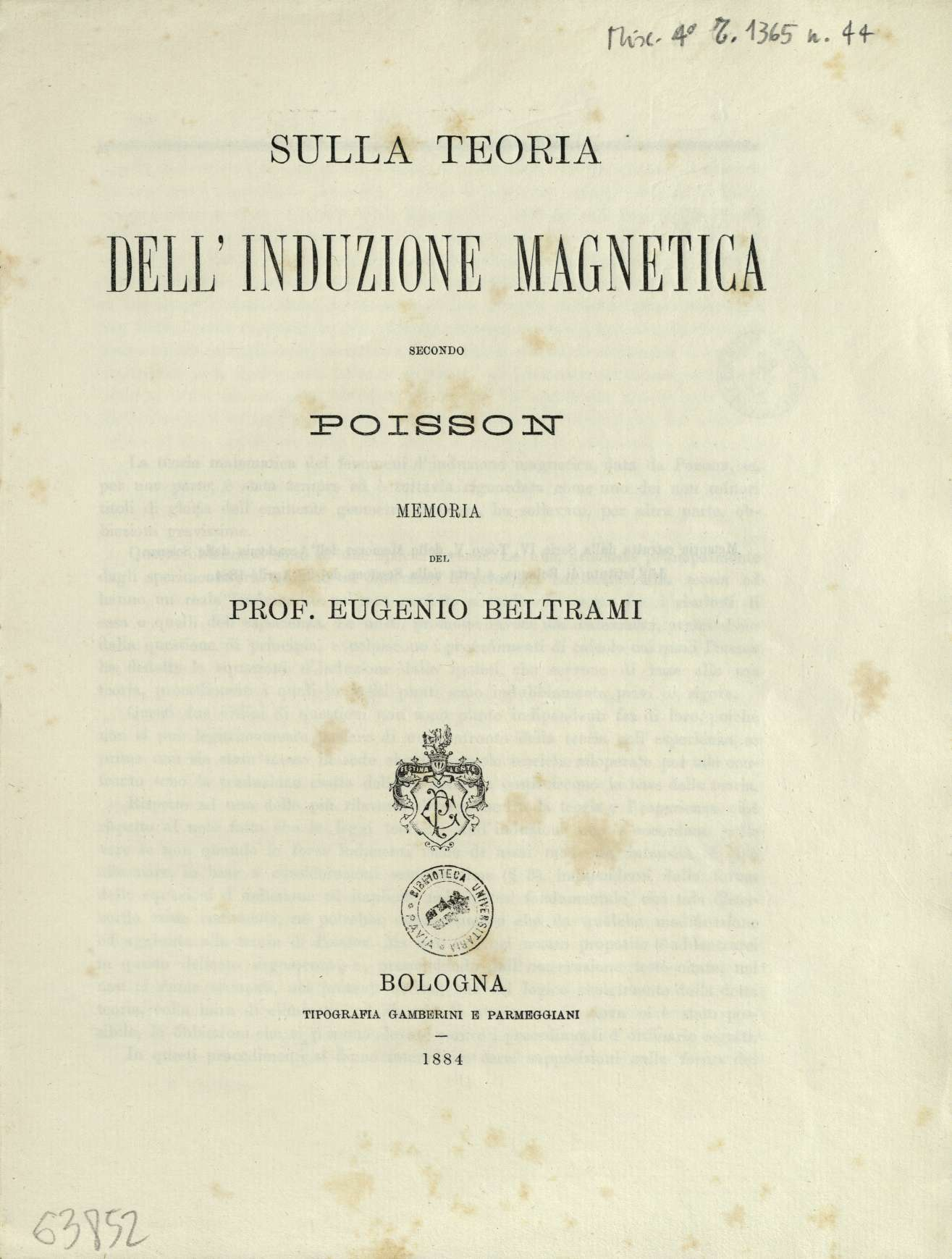
Sulla teoria dell'induzione magnetica secondo Poisson, 1884

- Eugenio Beltrami: Saggio di interpretazione della geometria non-euclidea. In: Giornale di Mathematiche. 4. Jahrgang, 1868, S. 285–315 (italienisch).
- Eugenio Beltrami: Teoria fondamentale degli spazii di curvatura costante. In: Annali di Matematica Pura ed Applicata. 2. Jahrgang, 1868, ISSN 0373-3114, S. 232–255, doi:10.1007/BF02419615 (italienisch, zenodo.org).
- Sulla teoria dell'induzione magnetica secondo Poisson. Bologna 1884 (italienisch, beic.it).
- Osservazioni sulla nota precedente. In: Atti della Reale Academia dei Lincei: Rendiconti: Classe di scienze fisiche, matematiche e naturali. (5. Folge) Bd. 1, 1892, ISSN 1124-5042, S. 141–142 (italienisch).
- Opere matematiche di Eugenio Beltrami, pubblicate per cura della Facoltà di scienze della r. Università di Roma (band 1–2) (U. Hoepli, Milano, 1902–1920)[8]
  - Band 1–4

## Sonstiges
Der italienische Glyptiker Giovanni Beltrami war der Großvater von Eugenio Beltrami.